# Sardinella albella
Sardinella albella és una espècie de peix de la família dels clupeids i de l'ordre dels clupeïformes.

## Morfologia
- Els mascles poden assolir 14 cm de llargària total.[2][3]

## Alimentació
Menja zooplàncton i fitoplàncton.

## Depredadors
És depredat per Scomberomorus plurilineatus.

## Hàbitat
Es troba a les aigües costaneres.

## Distribució geogràfica
Es troba des del Mar Roig, el Golf Pèrsic, l'Àfrica oriental i Madagascar fins a Indonèsia, el Mar d'Arafura, Taiwan i Papua Nova Guinea.

## Vàlua comercial
Es comercialitza fresc, assecat, adobat amb sal i en forma de mandonguilles o croquetes.